# Nymphée (nouvelle)
Ne doit pas être confondu avec le lieu dédié aux nymphes.
Nymphée est une nouvelle écrite en 1893 par les frères Boex sous le pseudonyme collectif J.-H. Rosny. Affiliée à la littérature merveilleuse-scientifique et au genre du récit d'exploration, elle est initialement publiée en deux parties dans la revue Le Bambou de juillet et août 1893.

## Intrigue
Une expédition française part explorer en 1891 les régions reculées de la Sibérie. Elle découvre alors une civilisation inconnue de l'humanité, composée de plusieurs races intelligentes.

## Analyse de l'œuvre
Cette nouvelle raconte l'exploration d'une région inconnue située aux confins de la Sibérie menée par le capitaine Jean-Louis Devreuse. Le récit est écrit à la première personne, dont le narrateur est le médecin et naturaliste Robert Farville. L'expédition découvre des humanités différentes, dont le narrateur suppose qu'elles seraient les descendantes de peuples en concurrence avec l'homo sapiens qui se seraient réfugiés dans cette contrée reculée. Ainsi, cette civilisation se compose des « Hommes-Échassiers », humanoïdes aux membres démesurés, ainsi que d'une race amphibie appelée les « Hommes-des-Eaux » aux traits de batraciens, qui elle-même séparée entre des individus à la peau claire et au comportement accueillant et des individus à la peau sombre et au  tempérament brutal.

## Adaptation
La nouvelle est adaptée en bande dessinée et publiée dans le journal L'Humanité entre 1975 et 1976.